# Tinganes
Koordináták: é. sz. 62° 00′ 28″, ny. h. 6° 46′ 09″62.007844°N 6.769164°W

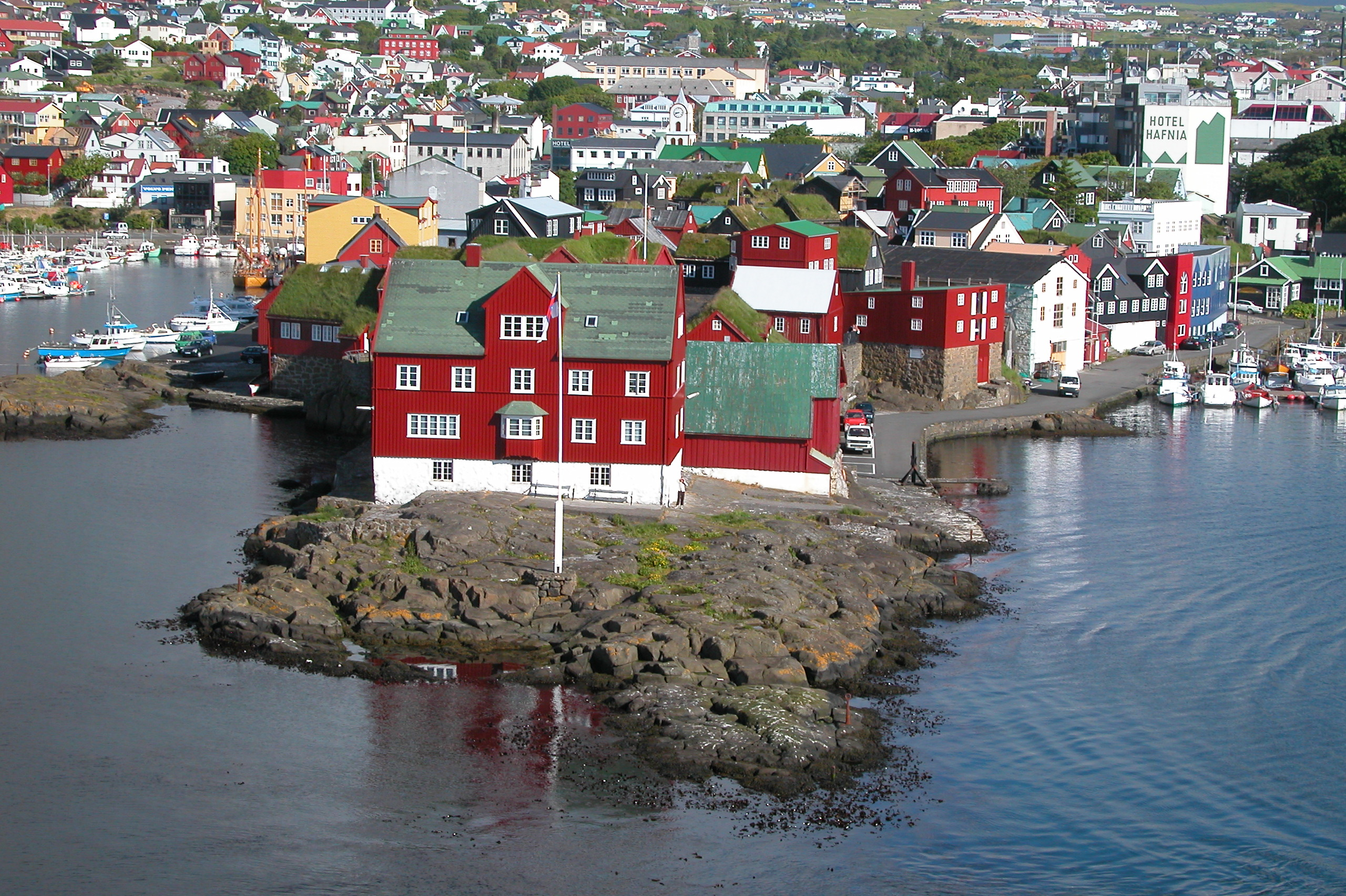
A Tinganes félsziget, előtérben a kormány épületei

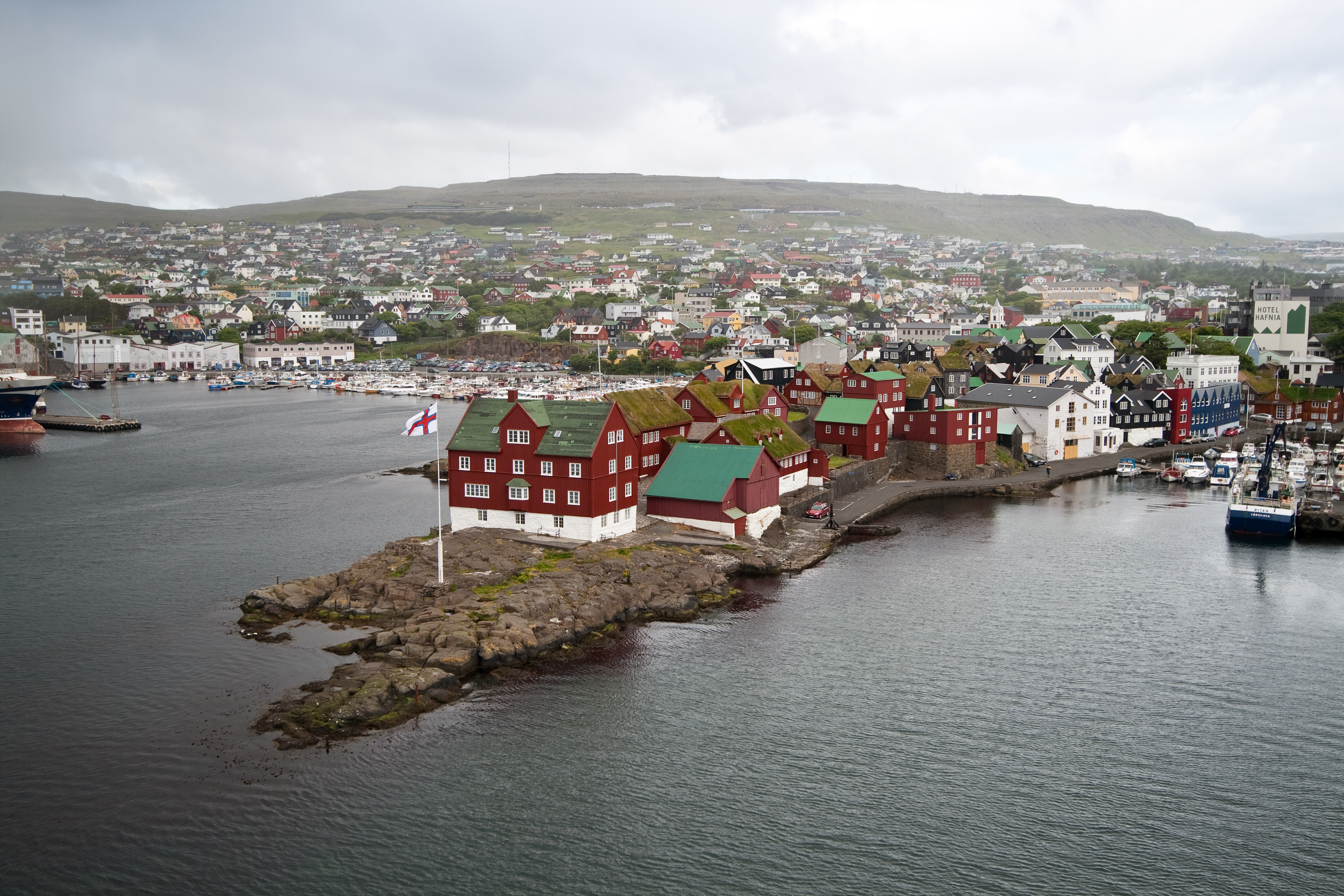
Tinganes madártávlatból

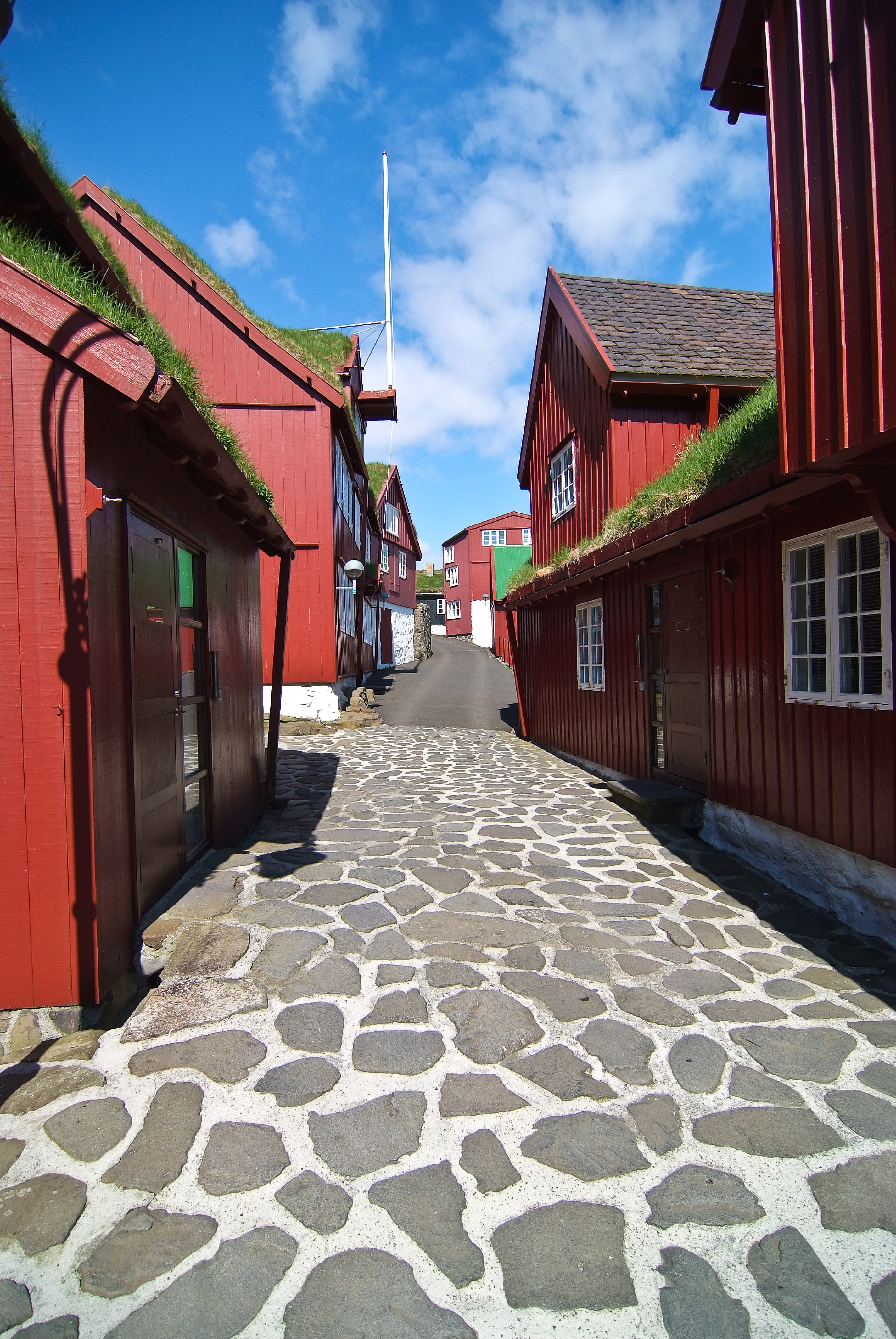
Tinganesi utcakép

Tinganes (szó szerint: „Ting-földnyelv”) egy félsziget Feröer fővárosában, Tórshavnban, pontosabban a tórshavni kikötőben. Ez az apró terület a város történelmi magja. Fűtetős, vörösre festett kő- és faépületei nagyrészt az 1673-as tűzvész utánról származnak.

## Történelem
Nevét a Løgtingről kapta, amely már a viking kor óta működik itt: már 900 körül is összegyűltek itt Feröer szabad férfiai a tingre (népgyűlésre). A Løgting székhelye ma északabbra, a városközpontban található, a kormány székhelye azonban ma is itt van.
A városrész ma látható épületei nagyrészt az 1673-as tűzvész utánról származnak. Eredetileg lakó- és raktárépületeknek épültek, jelenleg kormányzati célra használják őket.

## Épületek
- Legrégebbi épülete az 1630-ban épült Reynagarður nevű lelkészlak. Az épületegyüttes egy kövezett udvar körül négy szárnyból áll. Újonnan felújított nyugati szárnya dán stílusú favázas épület. Déli szárnya a 16. században épült feröeri stílusban.
- A Munkastovan valószínűleg középkori eredetű. Erre utal, hogy vaskos kőfalai a középkori kirkjubøuri épületekkel azonos technikával épültek. Az épület épen maradt az 1673-as tűzvész során.
- A vele szomszédos Leigubúðin korábban a királynak járó természetbeni jövedelmek raktározására szolgált. Az épület kora nem határozható meg pontosan, de arról van említés, hogy átvészelte az 1673-as tűzvész előtt, akkor tehát már állnia kellett.
- A Corps de Garde nevű őrház 1693-ban épült, pincéjében tömlöccel.
- A Stokkastova nevű régi raktárépület 1693 utánról származik.
- A legszélső épület, a Skansapakkhúsið 1750-ben épült.[2]